# بیل موریس
بیل موریس (به انگلیسی: Bill Morris) بازیکن فوتبال زادهٔ ۲۶ مارس ۱۹۱۳ اهل کشور انگلستان که سابقهٔ بازی در تیم ملی فوتبال انگلستان را در کارنامهٔ خود دارد. وی در تاریخ ۱۶ نوامبر ۱۹۳۸ نخستین بازی ملی خود را در مقابل تیم ملی فوتبال ایرلند شمالی انجام داد و با حضور در ۳ بازی ملی، در تاریخ ۲۴ مه ۱۹۳۹ واپسین بازی ملی‌اش را در برابر تیم ملی فوتبال رومانی برگزار کرد.